# Kvalifikace na Mistrovství světa ve fotbale 2014 (AFC) – druhá fáze
Ve druhé fázi se 22 přímo nasazených týmů a 8 postupujících z první fáze utkalo systémem doma a venku o postup do třetí fáze.

## Nasazení
Týmy byly rozděleny do dvou košů – Koš A zahrnoval týmy s nasazením 6 až 20 a koš B týmy s nasazením 21 až 27 a navíc osmičku postupujících z první fáze. Los se uskutečnil 30. března 2011 v Kuala Lumpur.
| Koš A                                                         | Koš A                                                  | Koš B                                                          | Koš B                                                                    |
| ------------------------------------------------------------- | ------------------------------------------------------ | -------------------------------------------------------------- | ------------------------------------------------------------------------ |
| Saúdská Arábie Írán Katar Uzbekistán SAE Sýrie Omán Jordánsko | Irák Singapur Čína Kuvajt Thajsko Turkmenistán Libanon | Jemen Tádžikistán Hongkong Indonésie Kyrgyzstán Maledivy Indie | Malajsie† Bangladéš† Laos† Filipíny† Palestina† Vietnam† Nepál† Myanmar† |

† Vítěz prvního kola, jehož identita nebyla v době losu druhé fáze známa.

## Zápasy
| 23. července 2011 18:00 UTC+7 |        |           |                                                                                |
| Thajsko                       | 1 – 0  | Palestina | I-mobile Stadium, Buriram diváci: 17 000 rozhodčí: Lee Min-Hu (Korea Republic) |
| Kaewprom 19'                  | Report |           | I-mobile Stadium, Buriram diváci: 17 000 rozhodčí: Lee Min-Hu (Korea Republic) |

| 28. července 2011 18:00 UTC+3 |        |                     |                                                                                             |
| Palestina                     | 2 – 2  | Thajsko             | Faisal Al-Husseini International Stadium, Al-Ram rozhodčí: Salah Mohamed Alabbasi (Bahrain) |
| Alyan 6', 90'                 | Report | Thonglao 33', 90+4' | Faisal Al-Husseini International Stadium, Al-Ram rozhodčí: Salah Mohamed Alabbasi (Bahrain) |

 Thajsko zvítězilo celkovým skóre 3–2 a postoupilo do třetí fáze.
| 23. července 2011 17:00 UTC+3                        |        |           |                                                                                        |
| Libanon                                              | 4 – 0  | Bangladéš | Camille Chamoun Sports City Stadium, Bejrút diváci: 2 500 rozhodčí: Kadhum Auda (Iraq) |
| Maatouk 16' M. El Ali 27' Al Saadi 55' T. El Ali 64' | Report |           | Camille Chamoun Sports City Stadium, Bejrút diváci: 2 500 rozhodčí: Kadhum Auda (Iraq) |

| 28. července 2011 18:00 UTC+6 |        |         |                                                                                       |
| Bangladéš                     | 2 – 0  | Libanon | Bangabandhu National Stadium, Dháka diváci: 11 000 rozhodčí: Apisit Aonrak (Thailand) |
| Chowdhury 52' Ameli 87'       | Report |         | Bangabandhu National Stadium, Dháka diváci: 11 000 rozhodčí: Apisit Aonrak (Thailand) |

 Libanon zvítězil celkovým skóre 4–2 a postoupil do třetí fáze.
| 23. července 2011 15:00 UTC+8                                          |        |                                    |                                                                                |
| Čína                                                                   | 7 – 2  | Laos                               | Tuodong Stadium, Kunming diváci: 13 500 rozhodčí: Strebre Delovski (Australia) |
| Yang Xu 45+2', 54', 72' Chen Tao 52', 88' Hao Junmin 82', 90+1' (pen.) | Report | Vongchiengkham 4' Phaphouvanin 31' | Tuodong Stadium, Kunming diváci: 13 500 rozhodčí: Strebre Delovski (Australia) |

| 28. července 2011 18:00 UTC+7 |        |                                                                     |                                                                                               |
| Laos                          | 1 – 6  | Čína                                                                | New Laos National Stadium, Vientiane diváci: 13 000 rozhodčí: Tayeb Shamsuzzaman (Bangladesh) |
| Phapouvanin 47'               | Report | Qu Bo 24' Yu Hanchao 36', 88' Deng Zhuoxiang 67', 83' Yang Xu 90+2' | New Laos National Stadium, Vientiane diváci: 13 000 rozhodčí: Tayeb Shamsuzzaman (Bangladesh) |

 Čína zvítězila celkovým skóre 13–3 a postoupila do třetí fáze.
| 23. července 2011 18:30 UTC+5 |        |             |                                                                      |
| Turkmenistán                  | 1 – 1  | Indonésie   | Olympic Stadium, Ašgabat diváci: 7 500 rozhodčí: Mohsen Torky (Iran) |
| V.Krendelyov 12'              | Report | M.Ilham 30' | Olympic Stadium, Ašgabat diváci: 7 500 rozhodčí: Mohsen Torky (Iran) |

| 28. července 2011 19:00 UTC+7                 |        |                                            |                                                                                           |
| Indonésie                                     | 4 – 3  | Turkmenistán                               | Gelora Bung Karno Stadium, Jakarta diváci: 88 000 rozhodčí: Benjamin Williams (Australia) |
| C.Gonzáles 10', 18' M.Nasuha 42' M.Ridwan 76' | Report | M.Belyh 70' B.Şamyradow 83' G.Çoñkaýew 86' | Gelora Bung Karno Stadium, Jakarta diváci: 88 000 rozhodčí: Benjamin Williams (Australia) |

 Indonésie zvítězila celkovým skóre 5–4 a postoupila do třetí fáze.
| 23. července 2011 19:30 UTC+3     |        |          |                                                                                        |
| Kuvajt                            | 3 – 0  | Filipíny | Mohammed Al-Hamad Stadium, Hawalli diváci: 20 000 rozhodčí: Mohammad Abu Loum (Jordan) |
| Nasser 16' Neda 68' Al Ansari 84' | Report |          | Mohammed Al-Hamad Stadium, Hawalli diváci: 20 000 rozhodčí: Mohammad Abu Loum (Jordan) |

| 28. července 2011 19:00 UTC+8 |        |                       |                                                                                 |
| Filipíny                      | 1 – 2  | Kuvajt                | Rizal Memorial Stadium, Manila diváci: 13 800 rozhodčí: Liu Kwok Man (Hongkong) |
| Schröck 45+3'                 | Report | Nasser 61' W. Ali 85' | Rizal Memorial Stadium, Manila diváci: 13 800 rozhodčí: Liu Kwok Man (Hongkong) |

 Kuvajt zvítězil celkovým skóre 5–1 a postoupil do třetí fáze.
| 23. července 2011 19:30 UTC+4 |        |         |                                                                    |
| Omán                          | 2 – 0  | Myanmar | Seeb Stadium, Muscat diváci: 6 300 rozhodčí: Ali Sabbagh (Lebanon) |
| Al Hosni 21' Al Ajmi 79'      | Report |         | Seeb Stadium, Muscat diváci: 6 300 rozhodčí: Ali Sabbagh (Lebanon) |

| 28. července 2011 15:30 UTC+6:30 |                                                   |                                 |                                                       |
| Myanmar                          | Předčasně ukončeno za stavu 0–2 (řádění fanoušků) | Omán                            | Thuwunna Stadium, Rangún rozhodčí: Ryuji Sato (Japan) |
|                                  | Report                                            | Al Hosni 22' Al Ajmi 39' (pen.) | Thuwunna Stadium, Rangún rozhodčí: Ryuji Sato (Japan) |

 Omán zvítězil celkovým skóre 4–0 a postoupil do třetí fáze.
| 23. července 2011 20:45 UTC+3            |        |          |                                                                                                  |
| Saúdská Arábie                           | 3 – 0  | Hongkong | Prince Mohamed bin Fahd Stadium, Dammam diváci: 20 354 rozhodčí: Vladislav Tseytlin (Uzbekistan) |
| Al-Shamrani 45+1', 47' Al-Muwallad 45+3' | Report |          | Prince Mohamed bin Fahd Stadium, Dammam diváci: 20 354 rozhodčí: Vladislav Tseytlin (Uzbekistan) |

| 28. července 2011 20:00 UTC+8 |        |                                                                           |                                                                                   |
| Hongkong                      | 0 – 5  | Saúdská Arábie                                                            | Siu Sai Wan Sports Ground, Hongkong diváci: 1 402 rozhodčí: Võ Minh Trí (Vietnam) |
|                               | Report | Fellatah 34' Noor 71' (pen.) Al-Shamrani 73' Al-Sahlawi 78' Hawsawi 90+2' | Siu Sai Wan Sports Ground, Hongkong diváci: 1 402 rozhodčí: Võ Minh Trí (Vietnam) |

 Saúdská Arábie zvítězila celkovým skóre 8–0 a postoupila do třetí fáze.
| 23. července 2011 19:30 UTC+4:30           |        |          |                                                                                |
| Írán                                       | 4 – 0  | Maledivy | Azadi Stadium, Teherán diváci: 15 000 rozhodčí: Chaiya Alee Mahapab (Thailand) |
| Ansarifard 4', 62' Karimi 68' Daghighi 86' | Report |          | Azadi Stadium, Teherán diváci: 15 000 rozhodčí: Chaiya Alee Mahapab (Thailand) |

| 28. července 2011 21:00 UTC+5 |        |                |                                                                                   |
| Maledivy                      | 0 – 1  | Írán           | Rasmee Dhandu Stadium, Malé diváci: 9 000 rozhodčí: Kim Sang-Woo (Korea Republic) |
|                               | Report | Khalatbari 45' | Rasmee Dhandu Stadium, Malé diváci: 9 000 rozhodčí: Kim Sang-Woo (Korea Republic) |

 Írán zvítězil celkovým skóre 5–0 a postoupil do třetí fáze.
| 23. července 2011 19:00 UTC+3 |        |             |                                                                                          |
| Sýrie                         | 2 – 1  | Tádžikistán | King Abdullah Stadium, Ammán (Jordánsko) diváci: 2 500 rozhodčí: Nasser Darwish (Jordan) |
| Mourad 45+1' Rafe 77'         | Report | Saedov 47'  | King Abdullah Stadium, Ammán (Jordánsko) diváci: 2 500 rozhodčí: Nasser Darwish (Jordan) |

| 28. července 2011 16:00 UTC+5 |        |                                           |                                                                                       |
| Tádžikistán                   | 0 – 4  | Sýrie                                     | Metallurg Stadium, Tursunzoda diváci: 9 000 rozhodčí: Dmitriy Mashentsev (Kyrgyzstan) |
|                               | Report | Rafe 6', 35' Sabagh 53' Choriev 86' (vl.) | Metallurg Stadium, Tursunzoda diváci: 9 000 rozhodčí: Dmitriy Mashentsev (Kyrgyzstan) |

 Sýrie zvítězila celkovým skóre 6–1, ale nastoupil za ní hráč, který nastoupit nesměl. FIFA tudíž Sýrii vyloučila a  Tádžikistán tak místo ní postoupil do třetí fáze.
| 23. července 2011 19:15 UTC+3 |        |         |                                                                                              |
| Katar                         | 3 – 0  | Vietnam | Jassim Bin Hamad Stadium, Dauhá diváci: 6 786 rozhodčí: Ali Albadwawi (United Arab Emirates) |
| Kasola 6' Mubarak 51' Ali 68' | Report |         | Jassim Bin Hamad Stadium, Dauhá diváci: 6 786 rozhodčí: Ali Albadwawi (United Arab Emirates) |

| 28. července 2011 19:15 UTC+7               |        |         |                                                                                  |
| Vietnam                                     | 2 – 1  | Katar   | My Dinh National Stadium, Hanoi diváci: 20 000 rozhodčí: Peter Green (Australia) |
| Nguyễn Trọng Hoàng 60' Nguyễn Quang Hải 78' | Report | Ali 16' | My Dinh National Stadium, Hanoi diváci: 20 000 rozhodčí: Peter Green (Australia) |

 Katar zvítězil celkovým skóre 4–2 a postoupil do třetí fáze.
| 23. července 2011 19:00 UTC+3            |        |       |                                                                                       |
| Irák                                     | 2 – 0  | Jemen | Franso Hariri Stadium, Arbil diváci: 20 000 rozhodčí: Valentin Kovalenko (Uzbekistan) |
| Hawar Mulla Mohammed 9' Abdul-Zahrah 63' | Report |       | Franso Hariri Stadium, Arbil diváci: 20 000 rozhodčí: Valentin Kovalenko (Uzbekistan) |

| 28. července 2011 20:00 UTC+4 |        |      | |
| Jemen                         | 0 – 0  | Irák | Sheikh Khalifa International Stadium, Al Ain (Spojené arabské emiráty) diváci: 1 500 rozhodčí: Muhsen Basma (Syria) |
|                               | Report |      | Sheikh Khalifa International Stadium, Al Ain (Spojené arabské emiráty) diváci: 1 500 rozhodčí: Muhsen Basma (Syria) |

 Irák zvítězil celkovým skóre 2–0 a postoupil do třetí fáze.
| 23. července 2011 19:30 UTC+8                         |        |                              |                                                                                    |
| Singapur                                              | 5 – 3  | Malajsie                     | Jalan Besar Stadium, Jalan Besar diváci: 6 000 rozhodčí: Nawaf Shukralla (Bahrain) |
| Đurić 7', 81' Qiu Li 22' Fahrudin 44' Shi Jiayi 45+1' | Report | Safee 1', 71' Abdul Hadi 70' | Jalan Besar Stadium, Jalan Besar diváci: 6 000 rozhodčí: Nawaf Shukralla (Bahrain) |

| 28. července 2011 20:45 UTC+8 |        |               |                                                                                                 |
| Malajsie                      | 1 – 1  | Singapur      | National Stadium, Bukit Jalil, Kuala Lumpur diváci: 90 000 rozhodčí: Hiroyoshi Takayama (Japan) |
| Safee 58'                     | Report | Shi Jiayi 73' | National Stadium, Bukit Jalil, Kuala Lumpur diváci: 90 000 rozhodčí: Hiroyoshi Takayama (Japan) |

 Singapur zvítězil celkovým skóre 6–4 a postoupil do třetí fáze.
| 23. července 2011 19:00 UTC+5                       |        |            |                                                                                       |
| Uzbekistán                                          | 4 – 0  | Kyrgyzstán | Pakhtakor Markaziy Stadium, Taškent diváci: 20 257 rozhodčí: Abdullah Balideh (Qatar) |
| Geynrikh 28' Bikmaev 49' Djeparov 56' Bakayev 90+2' | Report |            | Pakhtakor Markaziy Stadium, Taškent diváci: 20 257 rozhodčí: Abdullah Balideh (Qatar) |

| 28. července 2011 19:00 UTC+6 |        |                               |                                                                          |
| Kyrgyzstán                    | 0 – 3  | Uzbekistán                    | Spartak Stadium, Biškek diváci: 14 700 rozhodčí: Ali Abdulnabi (Bahrain) |
|                               | Report | Karpenko 47' Nasimov 65', 90' | Spartak Stadium, Biškek diváci: 14 700 rozhodčí: Ali Abdulnabi (Bahrain) |

 Uzbekistán zvítězil celkovým skóre 7–0 a postoupil do třetí fáze.
| 23. července 2011 20:00 UTC+4                            |        |       |                                                                                               |
| SAE                                                      | 3 – 0  | Indie | Sheikh Khalifa International Stadium, Al Ain diváci: 3 179 rozhodčí: Banjar Al Dosari (Qatar) |
| Al Kamali 21' (pen.) Al Shehhi 29' (pen.) Al Hammadi 82' | Report |       | Sheikh Khalifa International Stadium, Al Ain diváci: 3 179 rozhodčí: Banjar Al Dosari (Qatar) |

| 28. července 2011 19:00 UTC+5:30 |        |                              |                                                                                      |
| Indie                            | 2 – 2  | SAE                          | Ambedkar Stadium, Nové Dillí diváci: 13 000 rozhodčí: Abdul Malik Bashir (Singapore) |
| Lalpekhula 73' Singh 90+2'       | Report | Al Shehhi 39' Al-Wehaibi 71' | Ambedkar Stadium, Nové Dillí diváci: 13 000 rozhodčí: Abdul Malik Bashir (Singapore) |

 SAE zvítězily celkovým skóre 5–2 a postoupily do třetí fáze.
| 23. července 2011 19:00 UTC+3                                                           |        |       |                                                                                       |
| Jordánsko                                                                               | 9 – 0  | Nepál | Amman International Stadium, Ammán diváci: 17 000 rozhodčí: Yadollah Jahanbazi (Iran) |
| Abdel Fattah 10', 74', 82', 90+3' Amer Deeb 23', 57' Hayel 32', 68' Abdullah Deeb 45+1' | Report |       | Amman International Stadium, Ammán diváci: 17 000 rozhodčí: Yadollah Jahanbazi (Iran) |

| 28. července 2011 15:30 UTC+5:45 |        |            |                                                                                  |
| Nepál                            | 1 – 1  | Jordánsko  | Dasarath Rangasala Stadium, Káthmándú diváci: 12 000 rozhodčí: Fan Qi (China PR) |
| Khawas 80'                       | Report | Morjan 62' | Dasarath Rangasala Stadium, Káthmándú diváci: 12 000 rozhodčí: Fan Qi (China PR) |

 Jordánsko zvítězilo celkovým skóre 10–1 a postoupilo do třetí fáze.